# Louis Meijer

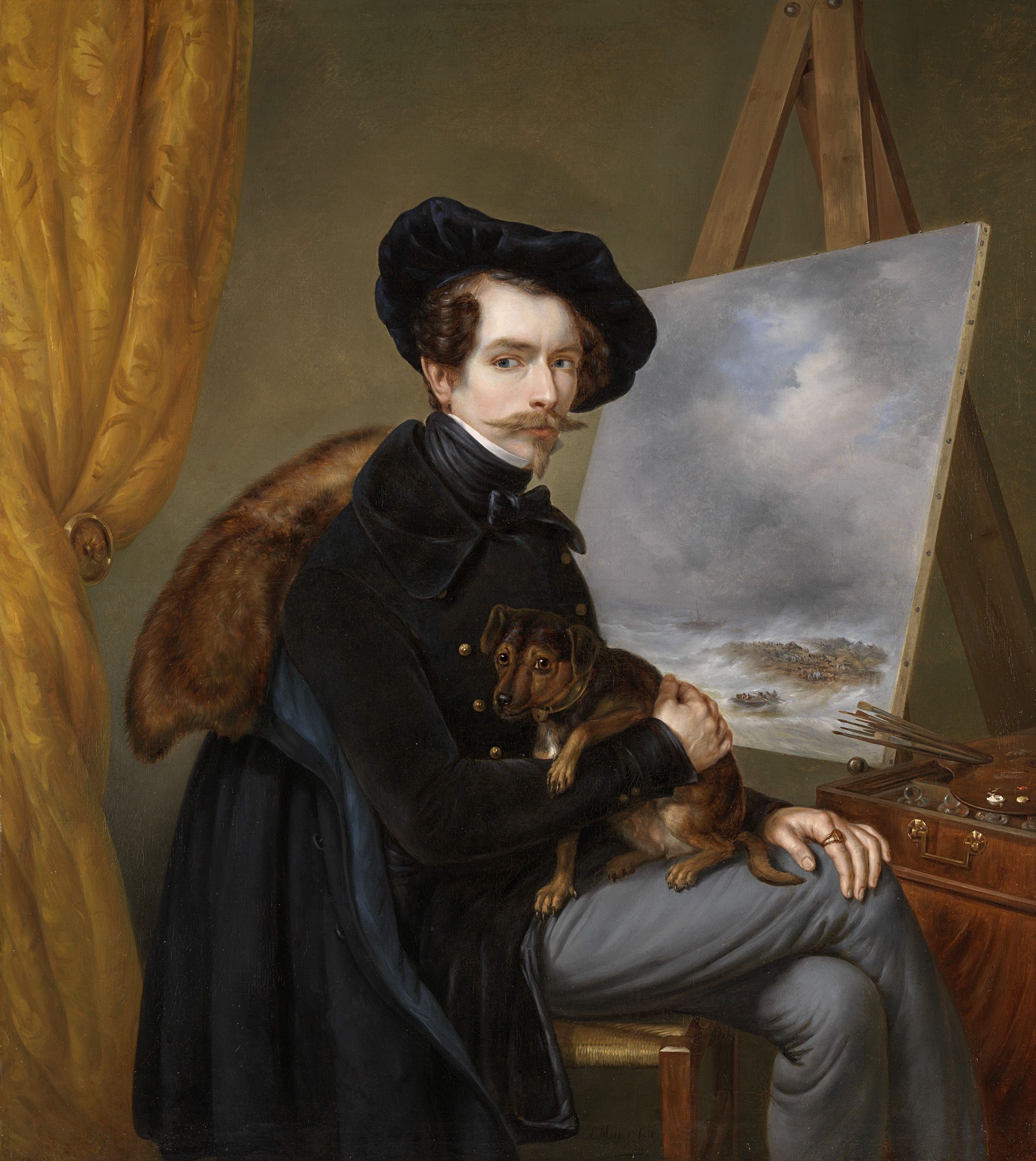
Selbstporträt, 1838

Johan Hendrik Louis Meijer (* 9. März 1809 in Amsterdam; † 31. März 1866 in Utrecht) war ein niederländischer Landschafts- und Marinemaler.

## Biografie
Er erhielt seine erste Ausbildung bei Joseph Jodocus Moerenout, danach an der Amsterdamer Kunstakademie bei Pieter George Westenberg und Johann Willem Pienemann. 1827 ging er zum weiteren Studium nach Paris, danach lebte er wieder in Amsterdam, von 1839 bis 1839 in Deventer, 1839 bis 1841 abwechselnd in Antwerpen und Maastricht, von 1841 bis 1855 in Paris. Seit 1855 lebte er in Den Haag.
Zu seinen Schülern und Mitarbeitern gehörten Matthijs Maris und Jacob Hendricus Maris.

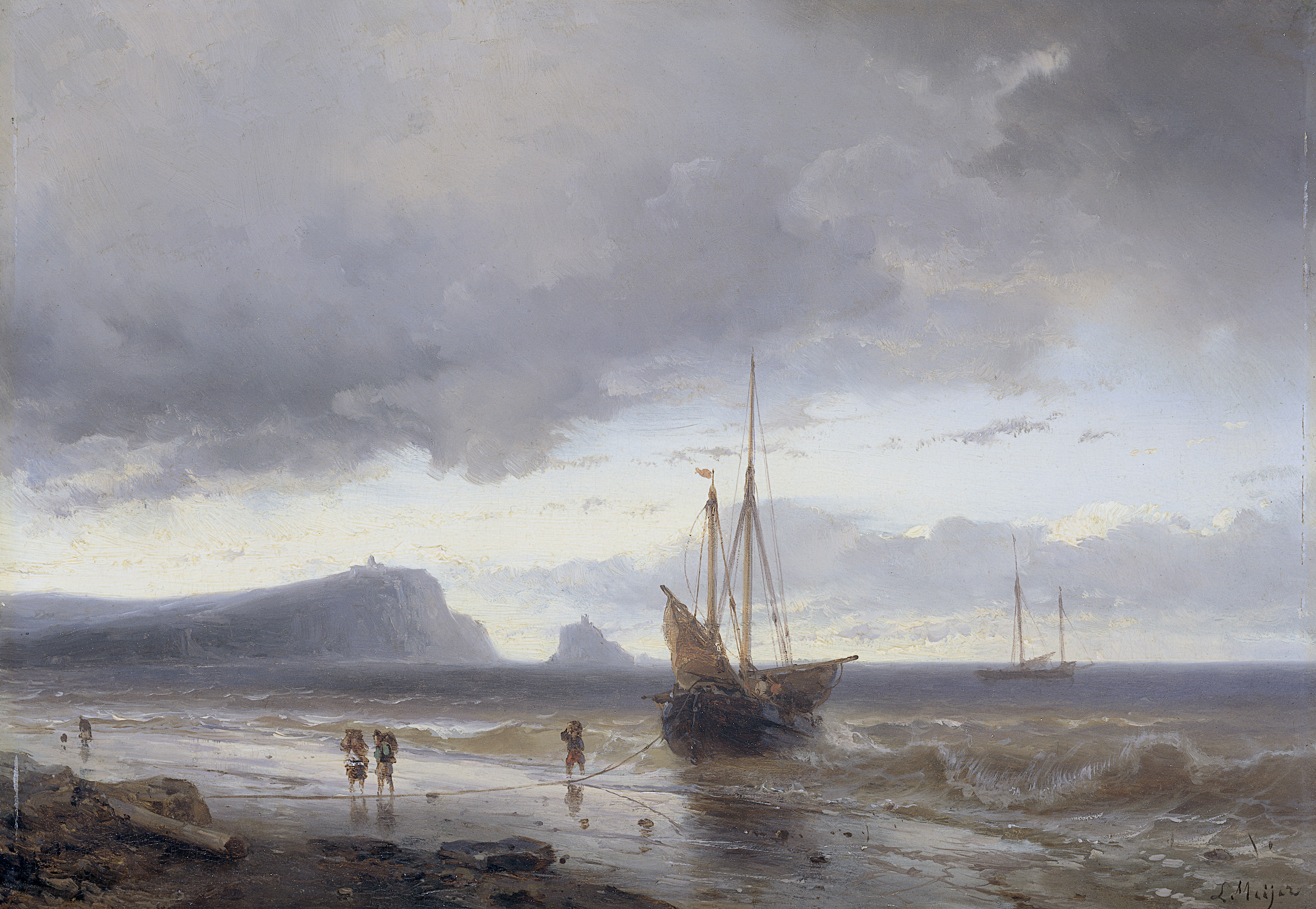
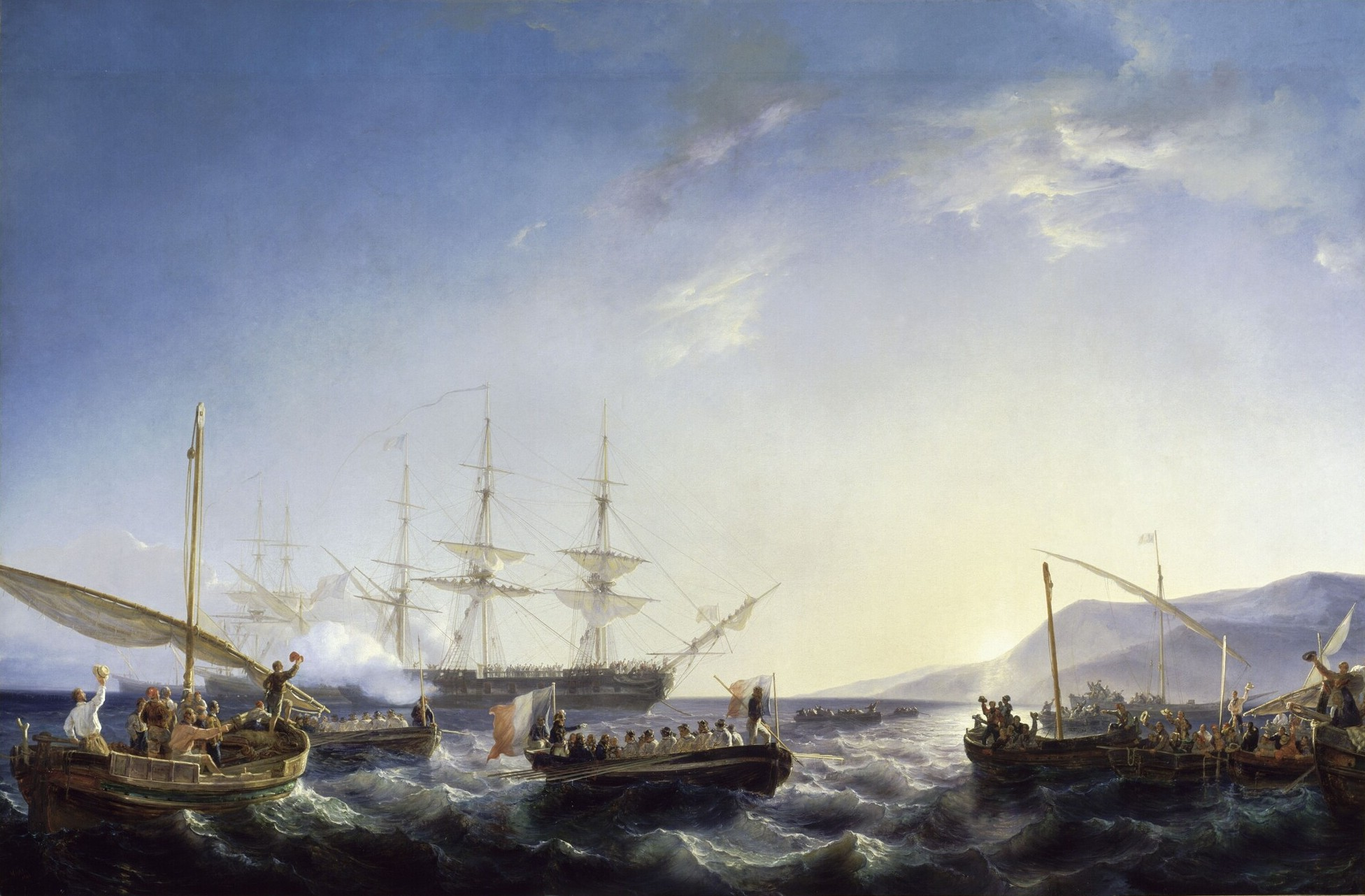
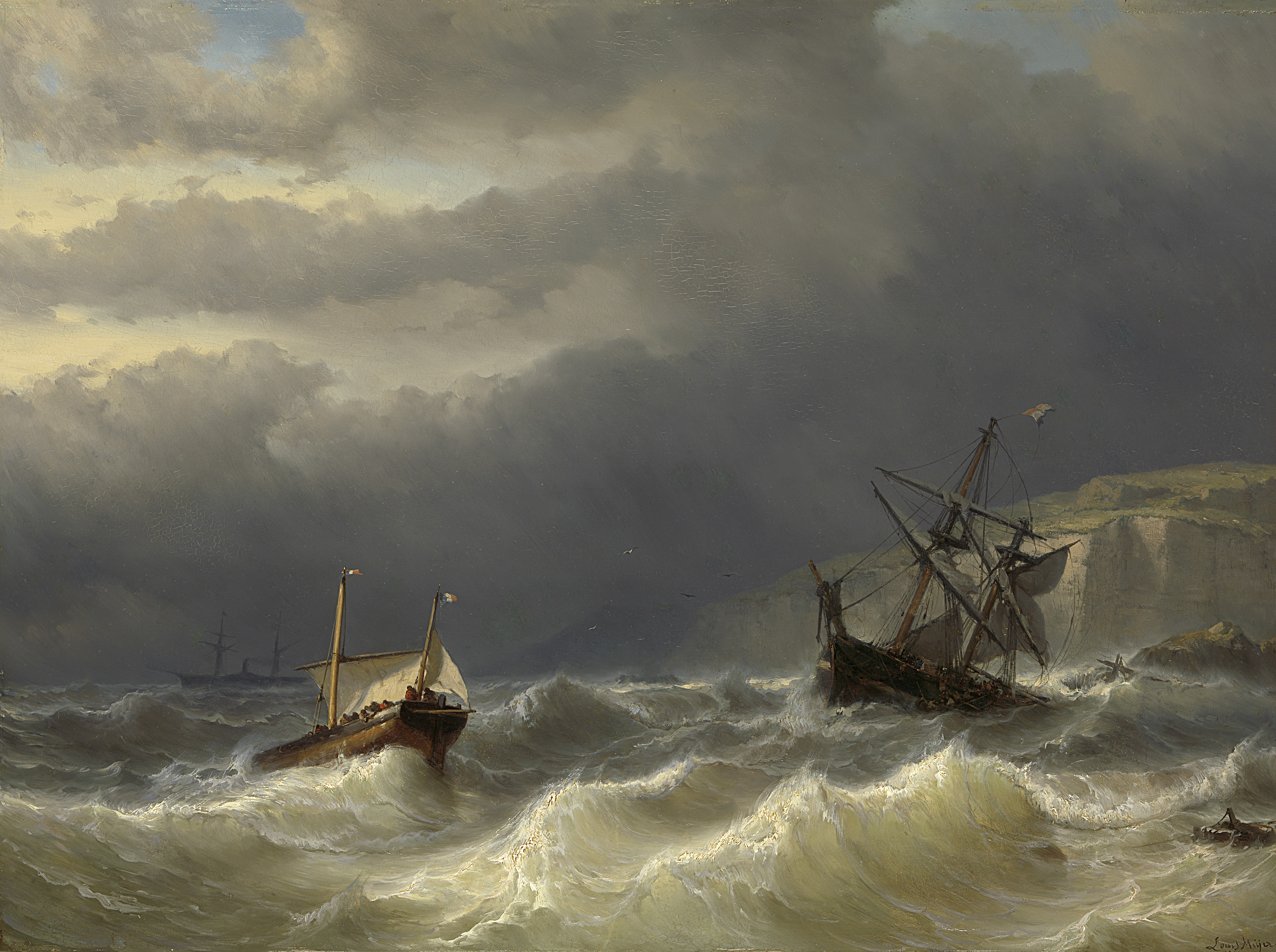
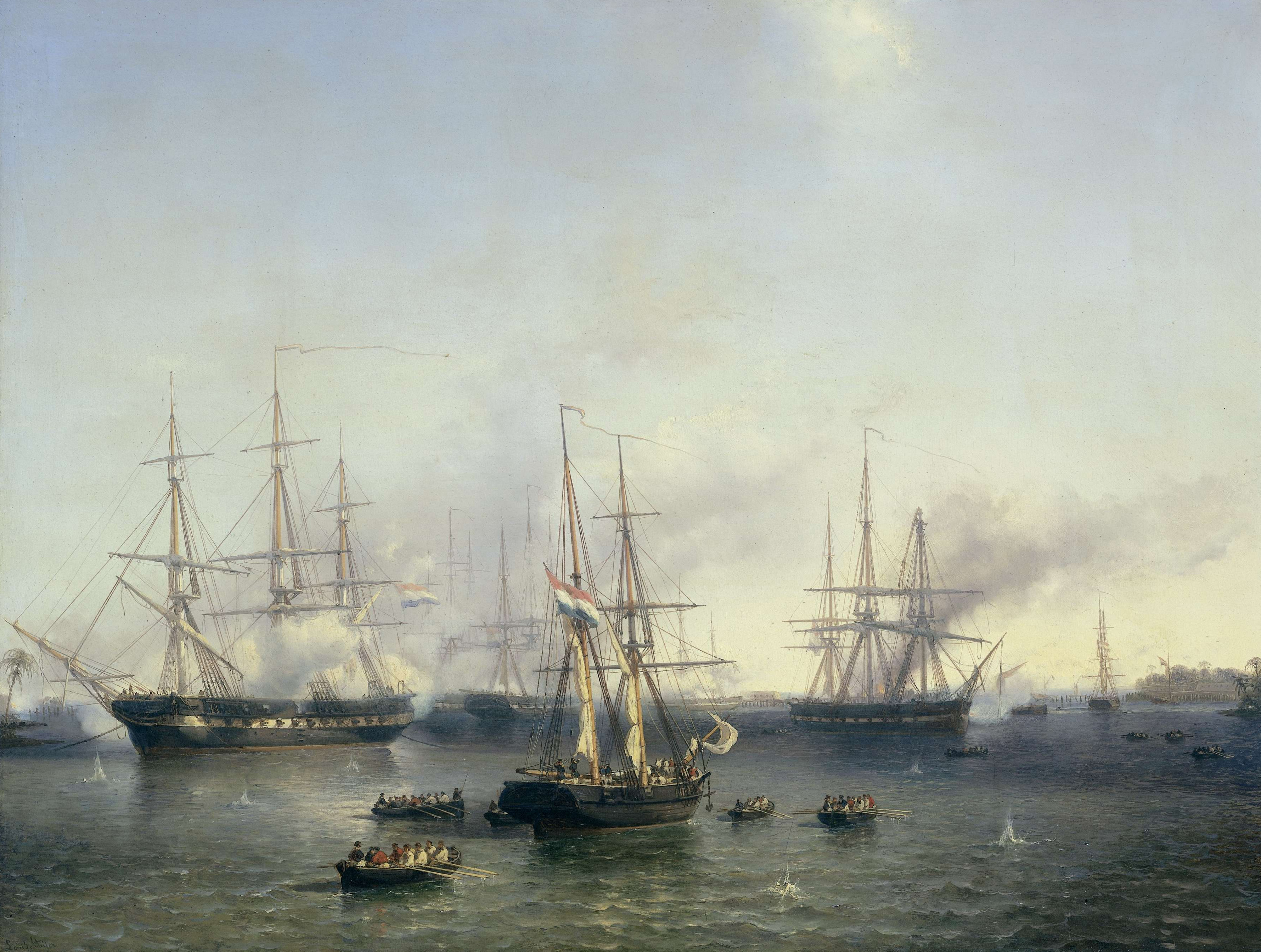